# 강상

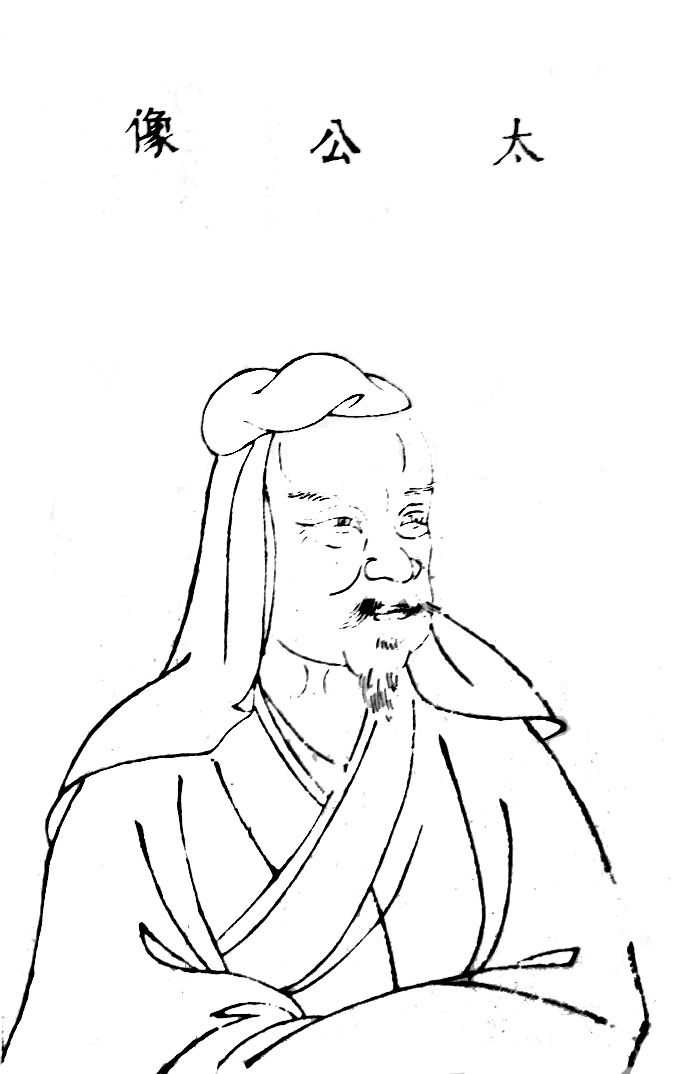
강상의 초상. 태공상(太公像)이라고 적혀 있다.

강상(姜尙)은 기원전 1211년(은나라 경정(庚丁) 8년)에 출생하여 기원전 1072년(주강왕 6년)에까지 나이가 139세에 달했다. 또다른 기록에서 강상은 기원전 1140년 9월 12일(음력 8월 3일)에 태어났다고 한다.
기원전 11세기 상나라를 멸망시킨 인물 중 한 명으로 염제 신농씨(炎帝 神農氏)의 후손이다.즉 동이족의 후예이며 동해가 고향이다. 동해는 동해상으로도 불린다. 성(姓)은 강(姜), 씨(氏)는 여(呂), 이름은 상(尙), 자는 자아(子牙)이며, 호는 비웅(飛熊)이다. 주 문왕의 선조 고공단보(태공)가  꿈에서라도 바라던 인물이 비로소 나타났다 하여  태공망이라고도 불렸다
강태공의 본관은 천수 강씨(天水姜氏)이며, 염제 신농씨의 후손이다. 강태공은 주나라 문왕,무왕을 도와 주나라를 건국한 일등공신이고 공을 인정받아 산둥 지역을 분봉받고 제나라(齊國)를 건국하였다. 
강태공의 자손들(강급, 강소백 등)이 대대로 제나라를 이끌어왔으며, 이 시기에  강(姜), 고(高), 노(盧), 여(呂), 구(丘,邱), 정(丁), 최(崔), 시(柴), 허(許), 사(謝), 하(賀), 경(慶), 장(章), 제(齊), 신(申), 악(岳), 기(紀), 상(尙), 두(钭), 강(强)씨 등 총 102개의 수많은 성씨가 강태공의 자손으로부터 갈라져나갔다. 강태공 사당에는 해마다(매년 9월 12일  산동성/제나라 문화축제) 강태공의 후손과 강씨에서 분파된 성씨가 대거 참례를 온다.
현재 강태공의 후손은 분성 성씨 외에 한국의 진주 강씨와  천수 강씨가 있다. 한국의 강태공(姜太公)의 후손 8개 성씨로는 진주강씨(姜氏), 노씨(盧氏/교하노씨 등), 구씨(丘氏/평해구씨), 여씨(呂氏/함양여씨 및 성산여씨), 최씨(崔氏/충주최씨 및 전주최씨 대다수), 정씨(丁氏/압해정씨 및 나주정씨), 시씨(柴氏/태인시씨), 장씨(章氏/거창장씨)가 있다.

## 생애
강상은 염제(炎帝) 신농(神農)의 51세손이다. 주나라 문왕, 무왕, 성왕(成王), 강왕(康王) 4대에 걸쳐 태사(太師)를 지냈으며, 춘추전국 시기의 제(齊)나라의 창시자요, 딸은 주 무왕의 왕후이다.
때는 기원전 1046년 2월 겨울, 상나라 주왕의 흉폭한 정치가 계속되어 천하가 비탄에 젖어 있을 시 홀연히 나타나 주 문왕의 스승이 되었고 문왕 사후 문왕의 둘째 아들인 무왕을 보필하여 4만 5천의 군사로 72만의 상군을 대파하는 기적적인 전쟁을 일구어낸 동이지사(東夷之士)이며 기인(奇人)이다. 이 전쟁을 목야 전쟁(牧野戰爭)이라 하며, 목야 전쟁이 주는 의의는 적은 수로 많은 적을 섬멸한 기적의 전쟁이요, 아무리 불리하더라도 정의(正義)는 반드시 필승(必勝)한다는 정법을 확립시킨 정의필승의 전쟁이기도 하다. 이후 제나라의 초대 국왕으로 즉위하였다.  제나라는 32대 근 800여 년을 존속하였다.
강태공은 주나라 문왕, 무왕의 스승이자 장인이며 천하의 스승국의 위치로 군림하여 제나라의 임금(제 태공)이 되었다. 제나라 2대 군주의 지위를 큰아들 강급(姜及)에게 물려주었고, 강급은 제 정공(齊 丁公)이라고 불렸다. 강태공을 이어 제나라가 가장 흥한 시기는 제나라 15대 임금인 제 환공 강소백(姜小白) 시기로 강소백은 춘추시대 첫번째 패왕(覇王)이 되어 강태공의 얼을 이었다. 제나라 최전성기에는 사방 5000리를 이룩한 대국으로 성장하기도 하였다.
강태공이 남긴 유명한 명언이 있는데, 그것이 바로 “복수불반분”(한 번 엎질러진 물은 다시 주워담을 수 없다)이다. 강태공의 전 부인 마씨(馬氏)는 강태공이 주문왕을 만나기 전 생활고에 견디다 못해 강태공 곁을 떠났는데, 이후 강태공이 제나라 왕이 되었을 때 다시 돌아와서 아내로 맞아주길 요청했다. 이에 강태공은 하인더러 물을 떠오라고 한 후 그 물을 땅에 엎었다. 그리고 돌아온 아내에게 지금 바닥의 그 물을 다시 항아리에 담는다면 아내로 맞이 해주겠다고 했다. 즉, 한 번 떠난 마음은 두 번 다시 되돌리기 어렵다는 유명한 명언을 남긴 것이다.
강태공은 기원전 1072년에 신선계에 들었으며, 그때 연세는 139세였다. 의관을 서주(西周) 호경(鎬京)에다 안장하였다. 제나라 사람들은 강태공의 덕을 생각하여 제나라에다 강태공 의관총(衣冠塚)을 세웠다. 강태공은 주역의 확립자이며, 강태공이 저술한 육도삼략(六韜三略)이 현재에도 전해져 오고 있다. 육도삼략은 고대 병서의 최고봉인 무경칠서(武經七書) 중의 둘을 차지한다. 후대인 손무의 손자병법도 강태공의 육도삼략에 기초하여 만들어진 것이다. 후일 대륙을 정복한 청나라 황실에서조차 강태공을 무성왕(武成王)으로 칭하여 천하통일을 이룬 군주로 인정하였다.

## 극화

### 봉신연의
중국 소설 《봉신연의》에서는 본명은 강자아이며, 곤륜산의 도사가 되어 신선들의 살겁을 깨기 위한 봉신을 주도하는 임무를 맡게 된다.

## 가족 관계
- 아들 : 제 정공(齊丁公) 강급(姜伋) - 제나라 2대 군주. 정씨(丁氏)의 시조.
- 아들 : 강정(姜丁) - 허나라(許國) 1대 왕. 허 문숙(許文叔). 허씨(許氏)의 시조.
- 아들 : 삼남 구목공(丘穆公) - 중국 구씨(丘氏)의 시조.
- 딸 : 읍강(邑姜) - 주 무왕의 왕비.
- 사위 : 주 무왕
- 손자 : 제 을공(齊乙公) 강득(姜得) - 제나라 3대 군주.
- 손자 : 강계자(姜季子) - 최씨(崔氏)의 시조.
- 손자 : 강은(姜隐)
- 증손자 : 강호(姜虎) - 강은(姜隐)의 아들. 장국(鄣國) 1대 왕. 장 목공(鄣穆公). 장씨(章氏)의 시조.

## 같이 보기
- 서주 문왕
- 서주 무왕
- 육도삼략
- 봉신연의

| 전 임 (초대) | 제1대 제나라 임금 기원전 1046년 ~ 기원전 1015년 | 후 임 정공 급 |